# Stade Georges-Hébert
 (septembre 2017).
Si vous disposez d'ouvrages ou d'articles de référence ou si vous connaissez des sites web de qualité traitant du thème abordé ici, merci de compléter l'article en donnant les références utiles à sa vérifiabilité et en les liant à la section « Notes et références ».
Le stade Georges-Hébert de Reims est un stade avec une piste d'athlétisme et une tribune situés à Reims dans le quartier Orgeval. Il a accueilli les Championnats de France d'athlétisme 2014.

## Histoire
Son nom fait référence à Georges Hébert, officier de marine et éducateur français promoteur d’une méthode d’éducation physique naturelle.
Le complexe Georges Hébert a accueilli les Championnats de France d'athlétisme 2014.

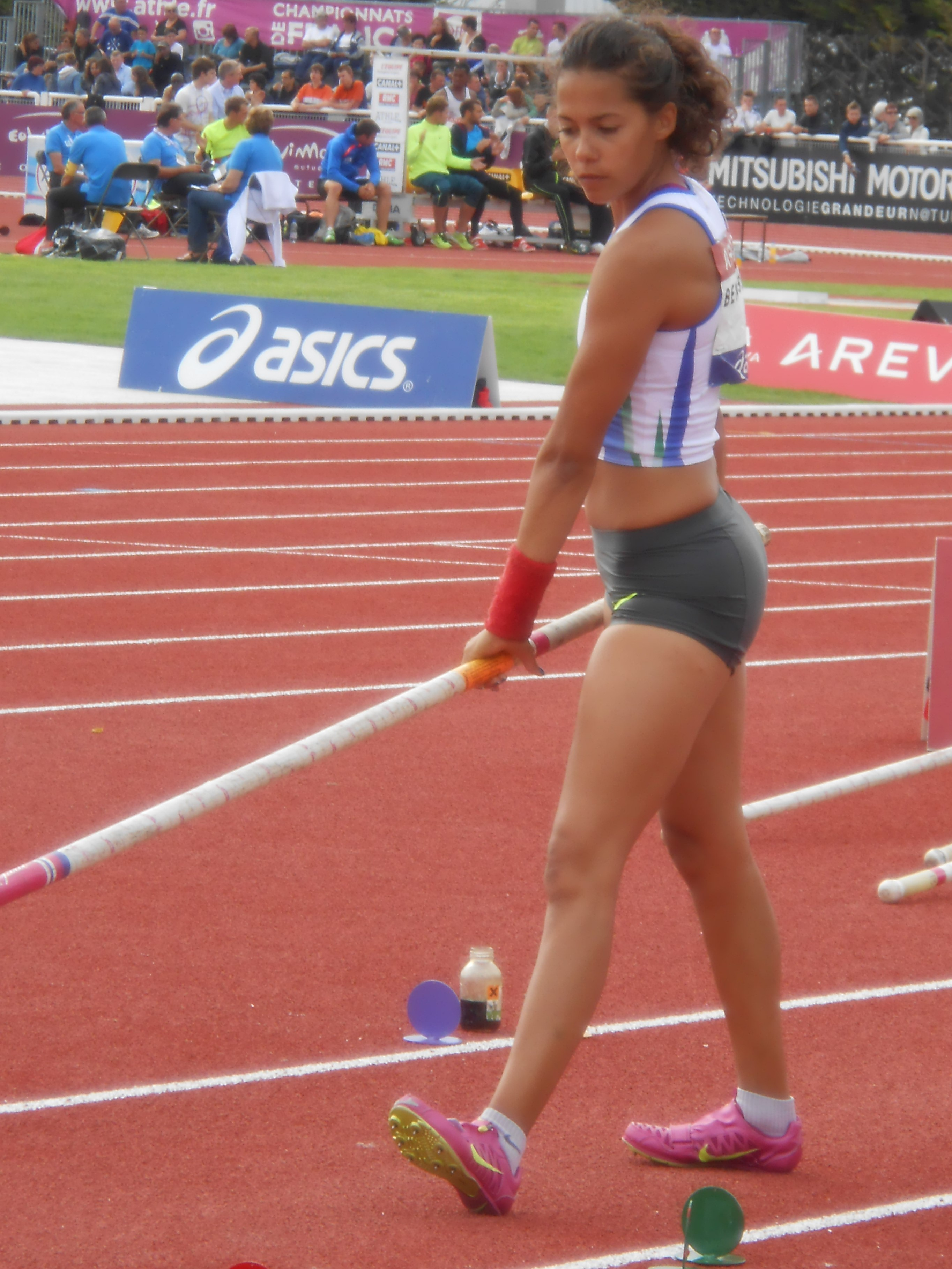
Angelica Bengtsson lors du championnat de 2014.

## Installations du complexe
Il est composé d’un stade d’athlétisme, de la salle de sport Gabriel Cambien, d’un terrain de football à l’intérieur du stade Georges Hébert, du stade Louis Blériot, du stade Marcel Thil, d’un terrain synthétique stade Géo André et d’un boulodrome.

### Le stade d’athlétisme
Le stade d’athlétisme est situé 25 rue Raymond Poincaré à Reims. Il a été construit dans les années 1986 / 1990 lors la rénovation du quartier Orgeval.
Il est classé Classe 2 IAAF et dispose d’une tribune de 768 places assises.
Il est doté d’une aire de lancer de poids, d’un terrain de football à l’intérieur du stade Georges Hébert en gazon synthétique.
Il accueille le club "Entente Family Stade de Reims Athlétisme" ou EFSRA.

### Le stade Marcel Thil
Son nom fait référence à Marcel Thil boxeur français qui fut champion du monde de 1932 à 1937.

### Le terrain synthétique du stade Géo André
Son nom fait référence à Georges André appelé aussi Géo André qui fut un athlète et joueur de rugby à XV français.

### Le boulodrome
Le boulodrome a été mis en service en 1984. Il est couvert et dispose de 32 pistes de pétanque et de 16 pistes de lyonnaise.